# Magnus de Sajonia
Magnus, duque de Sajonia. Nació cerca del año 1042. Era hijo de Ordulfo, duque de Sajonia y Ulvhild de Noruega, hija del rey de Noruega Olaf II el Santo. 
Magnus se casó con Sofía de Hungría, hija del rey Bela I de Hungría y Riquilda de Polonia, reina de Hungría.

## Familia
De su matrimonio con Sofía de Hungría tuvo dos hijas:
- Wulfhilda de Sajonia (Wulfhilda, como su abuela: Ulvhild de Noruega), que nació en el año de 1071.
- Eilika de Sajonia, n. h. 1080

Magnus murió el 23 de agosto de 1106.

## Sucesión
| Predecesor: Ordulfo | Duque de Sajonia 1072-1106 | Sucesor: Lotario |